# Ганс Петерс
Ганс Петерс (нім. Hans Peters; 23 грудня 1884, Лютьєнбург — 29 листопада 1947, Дортмунд) — німецький військово-морський інженер, віце-адмірал крігсмаріне (30 вересня 1936).

## Біографія
1 жовтня 1903 року вступив в інженерну службу ВМС. Служив на різних кораблях, з 1913 року — на підводних човнах. Учасник Першої світової війни, головний інженер підводного човна U-24 (6 грудня 1913 — 31 липня 1916), інженер 2-ї підводної флотилії (1 вересня — 30 листопада 1918).
З 7 грудня 1921 року — інструктор військово-морського училища в Кілі-Віку. З 24 вересня 1925 року — головний інженер лінійного корабля «Ельзас». 1 жовтня 1927 року переведений в Морське керівництво начальником відділу. З 14 жовтня 1929 року — головний інженер в командуванні флотом Німеччини. 28 вересня 1933 року призначений інженером і начальником штабу військово-інженерного відділу підприємств з виробництва корабельних машин. 30 вересня 1936 року звільнений у відставку.

## Нагороди
- Залізний хрест 2-го і 1-го класу
- Хрест «За військові заслуги» (Мекленбург-Шверін) 2-го класу
- Ганзейський Хрест (Гамбург)
- Нагрудний знак підводника (1918)
- Почесний хрест ветерана війни з мечами